# 1926 год в науке
В 1926 году произошли различные научные и технологические события, некоторые из которых представлены ниже.

## События
- 14 января — полное солнечное затмение (максимальная фаза 1,043)[1].
- 28 января — полутеневое лунное затмение в экваториальной зоне Земли (фаза −0,56)[2].
- 25 июня — полутеневое лунное затмение в экваториальной зоне Земли (фаза −0,29)[2].
- 9 июля — кольцеобразное солнечное затмение (максимальная фаза 0,968)[3].
- 25 июля — полутеневое лунное затмение в южном полушарии (фаза −0,61)[2].
- 19 декабря — полутеневое лунное затмение в южном полушарии (фаза −0,02)[2].

## Открытия
- 5 ноября — Комета Комас Сола, открыта испанским астрономом Хосе Комас-Сола. Идентичность с кометой Спиталера была опровергнута в 1935 году.

## Награды
- Нобелевская премия
  - Физика — Жан Батист Перрен, «За работу по дискретной природе материи и в особенности за открытие седиментационного равновесия».
  - Химия — Теодор Сведберг, «За работы в области дисперсных систем».
  - Медицина и физиология — Йоханнес Фибигер (присуждена в 1927 г.), «За открытие карциномы, вызываемой Spiroptera».

## Родились
- 11 января — Лев Степанович Дёмин, советский космонавт, кандидат технических наук, Герой Советского Союза.
- 18 апреля — Арсений Николаевич Чанышев, русский философ и историк философии.
- 18 июня — Аллан Рекс Сендидж, американский астроном (ум. в 2010).
- 26 июня — Жером Лежен, французский генетик (ум. в 1994).
- 8 июля — Александр Константинович Матвеев, русский языковед, член-корреспондент РАН, профессор УрГУ (ум. в 2010).
- 21 сентября — Дональд Артур Глэзер (англ. Donald Arthur Glaser), американский физик и нейробиолог, лауреат Нобелевской премии по физике (ум. в 2013).
- 25 сентября — Энтони Стэффорд Бир, теоретик и практик кибернетики (ум. в 2002).
- 15 октября — Генрих Саулович Альтшуллер (псевдоним Генрих Альтов), русский писатель-фантаст и изобретатель (ум. в 1998).
- 24 ноября — Ли Чжэндао (кит.: 李政道), китайский и американский физик, лауреат Нобелевской премии по физике.

## Скончались
- 26 февраля — Рене Вормс, французский социолог и политический деятель (род. 1869).
- 9 мая  — Эдмунд Ландольт, швейцарский офтальмолог (род. 1846).
- 6 июля — Аким Львович Волынский (настоящее имя Хаим Лейбович Флексер), историк искусства, философ, писатель (род. 1861).
- 12 августа — Пятрас Вилейшис (лит. Petras Vileišis), литовский инженер, меценат (род. 1851).
- 19 сентября – Эдуард Ардайон, французский географ.
- 25 октября — Антониус ван ден Брук, нидерландский юрист и физик-любитель (род. 1870).